# Entodon argentinicus
Entodon argentinicus là một loài rêu trong họ Entodontaceae. Loài này được Müll. Hal. mô tả khoa học đầu tiên năm 1879.